# Hum, Buzet
Hum (italijansko Colmo), je mestece v hrvaški Istri, v Istrski županiji. Mestece upravno spada pod mesto Buzet.
Hum naj bi bil po nekaterih internetnih virih vpisan v Guinnessovi knjigi rekordov kot najmanjše mesto na svetu, kar pa ni potrjeno.

## Lega
Mestece leži na majhnem prostoru (100 x 30m dolžine in širine) v osrednjem delu Istre, na nadmorski višini 339 metrov, okoli 14 km jugovzhodno od Buzeta.

## Zgodovina
Kraj se v starih listinah prvič omenja leta 1102.  V srednjem veku je bil obmejna utrdba, od leta 1412 je spadal pod Beneško republiko.

## Arhitektura
Utrjeno naselje je v celoti ohranilo svojo srednjeveško urbano zasnovo, z deloma še ohranjenim obrambnim obzidjem iz 11. oz. 12. stoletja. Skozi zidovje so vodila dvojna mestna vrata, od katerih so ena še ohranjena. Na vogalih obzidja so nekoč stali obrambni stolpi, trije so imeli kvadratni tloris, eden pa okroglega. Znotraj obzidja se vijeta dve majhni ulici. Tam stojita tudi župnijska cerkev Marijinog Uznesenja, zgrajena leta 1802 in romanska cerkev sv. Jeronima (Hieronima) s freskami iz 12. ali 13. stoletja v romansko-bizantinskem slogu, ter napisi v glagolici.

## Prebivalstvo
Po podatkih popisa prebivalstva 2001 je v Humu živelo 17 prebivalcev.
| Pregled števila prebivalcev po letih | Pregled števila prebivalcev po letih | Pregled števila prebivalcev po letih | Pregled števila prebivalcev po letih | Pregled števila prebivalcev po letih | Pregled števila prebivalcev po letih | Pregled števila prebivalcev po letih | Pregled števila prebivalcev po letih | Pregled števila prebivalcev po letih | Pregled števila prebivalcev po letih | Pregled števila prebivalcev po letih | Pregled števila prebivalcev po letih | Pregled števila prebivalcev po letih | Pregled števila prebivalcev po letih | Pregled števila prebivalcev po letih |
| ------------------------------------ | ------------------------------------ | ------------------------------------ | ------------------------------------ | ------------------------------------ | ------------------------------------ | ------------------------------------ | ------------------------------------ | ------------------------------------ | ------------------------------------ | ------------------------------------ | ------------------------------------ | ------------------------------------ | ------------------------------------ | ------------------------------------ |
| 1857                                 | 1869                                 | 1880                                 | 1890                                 | 1900                                 | 1910                                 | 1921                                 | 1931                                 | 1948                                 | 1953                                 | 1961                                 | 1971                                 | 1981                                 | 1991                                 | 2001                                 |
| 84                                   | 91                                   | 101                                  | 102                                  | 114                                  | 119                                  | 976                                  | 851                                  | 86                                   | 67                                   | 40                                   | 24                                   | 32                                   | 23                                   | 17                                   |

## Zanimivosti
Z geslom »Rešimo najmanjše mesto na svetu« so Hum leta 1972 začeli pod strokovnim vodstvom restavrirati in obnavljati. Posebnost mesteca je, da prebivalci po starem običaju še vedno volijo svojega vaškega očaka oz. starosto, ki ima enoletni mandat. Tega so po dolgih letih prvič spet izvolili leta 1977. Volitve in imenovanje se vršita v mestni loži, na drugo nedeljo v mesecu juniju.
Pri Humu se konča leta 1977 urejena »Aleja glagoljašev« oz. Glagoljaški drevored (Viale dei Glagoliti), z enajstimi spomeniki z napisi v glagolici, ki se prične pri naselju Roč in poteka po 7 km dolgi cesti do Huma. Pri Humu je tudi izvir reke Mirne.

## Galerija
- zvonik
- Hum
- Hum
- cerkev sv. Jeronima

- mestna ulica
- mestna ulica
- mestna ulica
- mestna ulica
- železniško postajališče Hum